# Ziziphus incurva
Ziziphus incurva là một loài thực vật có hoa trong họ Táo. Loài này được Roxb. miêu tả khoa học đầu tiên năm 1824.